# イディオム
イディオム（英語: idiom、フランス語: idiome、ドイツ語: Idiom）とは、単語における一定の配列での連結の総称である。言語の類型によっては、単語に準ずる形態素や表意性を持つ文字がこの役割を担うこともある。この連結によって、慣習的に用例と意味が固定しており、字面から意味を推測できないことも多い。
一般的には、日本語の「目がない」、英語の“beat around the bush” （遠まわしに言う）、 “hit it off” （気が合う）などの類がイディオムとみなされる。文字通りの意味にしかならない「本を読む」などは、イディオムではない。
日本語では慣用句、連語、熟語などと訳されることもあるが、それぞれに異なったニュアンスを有している。なお、日本言語学会と日本英語学会は“idiom”を一意に「慣用句」と訳している。
なお、日本における英語教育で「英熟語」と呼ばれる表現は、必ずしもイディオムと言えないものも中に含まれる。

## 語源
「独特の表現」を意味するギリシア語のἰδίωμαに由来する単語である。これに由来する単語は、しばしばこの項目で解説する意味と違う意味が含まれる場合があるので注意が必要である。例えば、英語における“idiom”という単語は「言葉遣い」「方言」「その言語らしさ」「作風」などという意味も含む。また、フランス語における“idiome”という単語は、単に「個別の言語や方言」といったことを意味する方が一般的である。

### 構成・形式による分類
イディオムは、複数の要素から構成され、全体で1つの意味になる。例えば、「鼻が曲がる」は、文法的には「鼻が」「曲がる」という2つの要素からなるが、全体として「臭い」という1つの意味になっている。この「鼻が曲がる」のように、句のイディオムを句イディオム（phrasal idiom）と呼ぶ。反対に、句の形式をなしておらず、単なる複合語である「親知らず」「カブトムシ」のような語を語彙イディオム（lexical idiom）と呼ぶ。語彙イディオムは、広い意味でのイディオムに含まないこともあるが、典型的な句イディオムが派生して複合語になることもある。（例：「腰が抜ける」→「腰抜け」）。
句イディオムを「慣用句」「成句」、語彙イディオムを「慣用語」「熟語」などという日本語をあてることもある。
これらに加え、「家という家が留守であった」における「～という～が」（全ての～が）や、 “The hotter, the better”における“the ～er, the …er” （～であればあるほど…である）など、固定している構文などもイディオムとみなされることがあり、形式的イディオム（formal idiom）あるいは枠組み慣用句（国広哲弥の用語）と呼ぶ。さらに、あまり一般的な区分ではないが、「どういたしまして」や“How do you do?”など、一種の決まり文句（formula）までイディオムの範疇に含めることもある。

### 有縁性による分類
イディオムには、イディオム自身がもつ意味と構成要素の字面通りの意味とに何らかの関連性、すなわち有縁性（motivation）が認められる。
例えば「襟を正す」という表現は、「奮起する」を意味するイディオムとして用いられる一方で、「襟をきちんと直す」という文字通りの意味にもなり、両者の意味の間には関連性があり、有縁性は高いといえる。このように強い有縁性をもつイディオムを不完全イディオムと呼ぶ。対して「腹を立てる」という表現は、「腹」と「立てる」の原義との関係が不透明で、有縁性は稀薄である。このように明確な有縁性をもたないイディオムを完全イディオムと呼ぶ。また「さばをよむ（鯖を読む）」のように、そもそも文字通りには全く解釈不可能なイディオムも存在する。
有縁性の高いイディオムは、比喩の一種とみなされるものもある。比喩として用いられるイディオムは、「蚊の泣くよう」のような直喩的イディオムと、「盾をつく」のような隠喩的イディオム（metaphorical idiom）に分類することもできる。

### イディオム性
典型的なイディオムと単なる単語の連結との間には、中間的な表現が連続的に存在し、それぞれに程度の異なる熟合度、すなわちイディオム性（idiomaticity）を有しているという。例えば、「汗をかく」「傘をさす」「不満をこぼす」「血に飢えた」など、それぞれにある程度のイディオム性が認められ、どこからイディオムであるか決定しがたい。

### その他
このほか、「何を好きですか」や、 “It's me.”などのように、文法的には不自然であるが、慣用が久しく、必ずしも誤用とはみなされない表現のことを、文法的イディオム（grammatical idiom）と呼ぶこともある。

## 文法
イディオムを表現として活用させる際、通常の表現以上に文法的制約をうけることがある。例えば、「くつろぐ」という意味の「羽をのばす」というイディオムが存在するが、これは「のばした羽」のように名詞句へ転換ができない。また、「全然、歯が立たない」は可能であるが、「歯が、全然立たない」は表現として不自然になるなど、イディオムに修飾語句を挿入しにくい例もある。逆に「腰が低い」→「低い腰」、「とても腰が低い」→「腰がとても低い」のように比較的制約が緩いイディオムも存在する。これらの制約は、イディオムにおける凍結度（frozenness）と呼ばれ、それぞれのイディオム性の程度によって決まる。